# Långtjärnen (Norra Ny socken, Värmland, 668554-135959)
Långtjärnen är en sjö i Torsby kommun i Värmland och ingår i Göta älvs huvudavrinningsområde.